# يوردان ليتشكوف
يوردان ليتشكوف (بالبلغارية: Йордан Лечков)‏ (مواليد 9 يوليو 1967) هو لاعب كرة قدم. يلعب مع منتخب بلغاريا لكرة القدم. سبق له أن لعب في كأس العالم لكرة القدم مع منتخب بلاده.

## روابط خارجية
- يوردان ليتشكوف على موقع الاتحاد الدولي (مؤرشف)  (الإنجليزية)
- يوردان ليتشكوف على موقع الاتحاد الأوربي (الإنجليزية)
- يوردان ليتشكوف على موقع اتحاد تركيا (لاعب) (الإنجليزية)
- يوردان ليتشكوف على موقع قاعدة بيانات كرة القدم.إي يو (الإنجليزية)
- يوردان ليتشكوف على موقع ناشيونال فوتبول تيمز (الإنجليزية)
- يوردان ليتشكوف على موقع عالم كرة القدم.نت (الإنجليزية)